# Секст Елій Кат
Секст Елій Кат (лат. Sextius Aelius Catus) — давньоримський політик пероду ранньої Імперії; походив з відомого роду Еліїв.

## Біографічні відомості
Консул 4 р. разом з Гаєм Сентієм Сатурніном. Протягом свого консульства прийняв закон Елія-Сентія, який обмежував звільнення рабів з рабства. Приблизно у 9-11 рр. був легатом і пропретором Мезії; переселив до Фракії 50 тисяч гетів з протилежного берегу Дуная.
Був, ймовірно, нащадком Секста Елія Пета Ката, консула та цензора, та молодшим сином Квінта Елія Туберона, юриста.
Всиновив Сея Луція, сина Луція Сея Страбона, префекта преторіанців. У віці 14 років Сей Луцій узяв ім'я Луцій Елій Сеян і, так само як його біологічний батько, став префектом преторіанців та найзначнішою людиною в Імперії після імператора.
Батько Елії Петіни, другої дружини імператора Клавдія з 28 по 31 рр. (коли названий брат Елії, Сеян, втратив владу). Його єдиною відомою онукою є донька Клавдія та Елії Клавдія Антонія, що народилася у 30 р. Також, можливо, батько Елії Кателли, заможної римлянки, про яку відомо тільки що вона у віці 80 років мусила танцювати в пантомімі за наказом Нерона.